# Antoni Fertner
Antoni Dezyderiusz Fertner (ur. 23 maja 1874 w Częstochowie, zm. 16 kwietnia 1959 w Krakowie) – polski aktor komediowy mający w swoim dorobku ok. 500 ról teatralnych i filmowych.

## Życiorys

### Rodzina i edukacja
Był synem częstochowskiego cukiernika Teofila Fertnera i Eleonory z domu Pleszyńskiej, miał trzy starsze siostry. Po śmierci rodziców przeprowadził się do rodziny w Piotrkowie, gdzie dorabiał jako klakier w teatrze. Uczęszczał do gimnazjum w Piotrkowie, gdzie przejawiał zdolności matematyczne.  Następnie przeniósł się do Warszawy, gdzie rozpoczął studia ekonomiczne w Wyższej Szkole Handlowej im. Kronenberga, jednak porzucił je po zapisaniu się na kurs aktorski w Szkole Dramatycznej przy warszawskim Towarzystwie Muzycznym. Szkołę aktorską ukończył w 1895.
Jeszcze w czasie nauki odbył kilka tras z objazdowym teatrem po Polsce. Następnie zatrudnił się w Izbie Kontroli Państwa, jednak praca urzędnicza nie przypadła mu do gustu, dlatego zdobył angaż w warszawskim teatrzyku Wodewil pod dyrekcją Michała Wołowskiego. Zadebiutował rolą Szewca w spektaklu Madame Sans-Géne. Jesienią 1895 przeniósł się z Wołowskim do Łodzi, by nadal grać w jego teatrze. W trakcie trzyletniego pobytu w Łodzi odbył roczne tournée po Rosji (Moskwa, Petersburg) z grupą Adolfiny Zimajer.

### Kariera w Warszawie

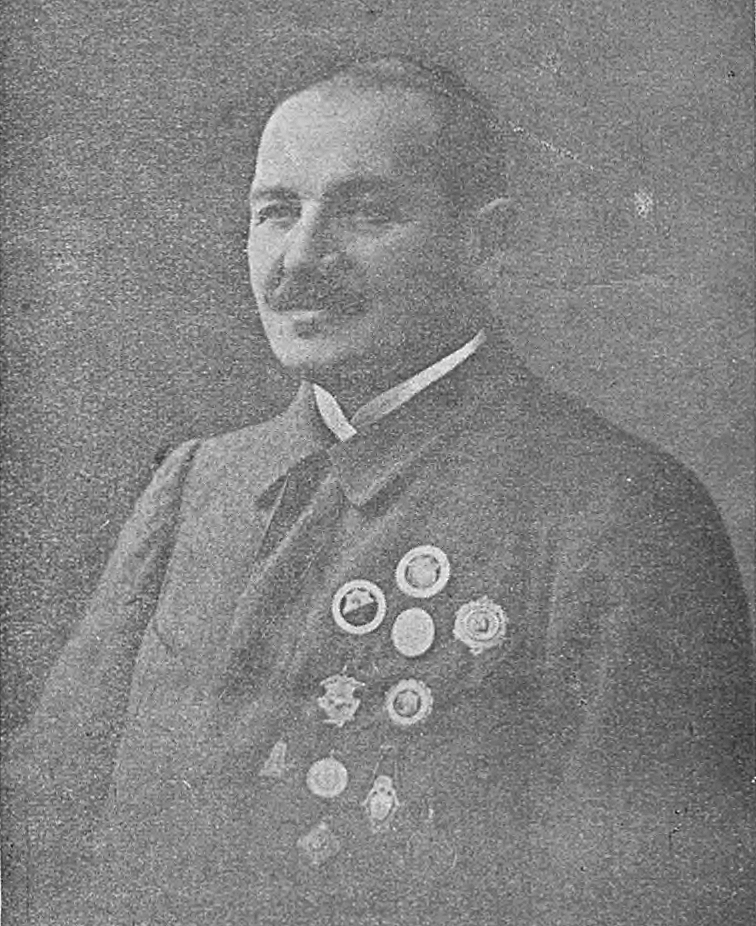
Fertner jako działacz WTC (ok. 1912)

Po powrocie do kraju w 1900 zaczął występować w Teatrze Ludowym w Warszawie, którego dyrektorem wówczas był Marian Gawalewicz. W 1902 dostał angaż w Teatrze Farsy i Operetki, który prowadził Ludwik Śliwiński. Był to teatr rządowy, co otworzyło mu drogę do dalszej kariery. Grywał również w Teatrze Rozmaitości. W 1906 wyjechał na miesiąc z grupą teatralną do Petersburga na występy gościnne.
W 1908 przyjął od Jakuba Jasińskiego, właściciela pierwszego w Warszawie kina „Oaza”, propozycję występu w niemym filmie Antoś pierwszy raz w Warszawie (1908), którego został także współscenarzystą. Popularność filmu przełożyła się na rozgłos wokół samego aktora grającego tytułową rolę. Fertner stał się rozpoznawalny wśród szerokiej publiczności.
Był wieloletnim działaczem Warszawskiego Towarzystwa Cyklistów, pełnił funkcję wiceprezesa, a podczas jubileuszu 25-lecia stowarzyszenia w 1912 otrzymał honorowy żeton złoty za swoją 20-letnią działalność.
W latach 1913–1918 wielokrotnie występował gościnnie na deskach teatrów polskich w Kijowie sam lub z kabaretem „Momus” (1913–1914).
Krótko przed wybuchem I wojny światowej odkupił ze wspólnikami kino „Oaza”, które po wybuchu wojny popadło w kłopoty finansowe. Zmuszony przez sytuację do zamknięcia kina, wyjechał do Kijowa, a następnie do Petersburga i Moskwy, gdzie grał w antyniemieckich sztukach. Zwrócił tam na siebie uwagę szefa moskiewskiej wytwórni kinematograficznej, Aleksandra Chanżonkowa, który zaproponował Fertnerowi występy w kręconych w Moskwie filmach. Po sukcesie komercyjnym pierwszego filmu, Chanżonkow zaproponował Fertnerowi stały kontrakt. Później aktor zmienił wytwórnię filmową, podejmując współpracę z firmą Edwarda Puchalskiego i wciąż kręcąc filmy o losach Antoszy.

### Dwudziestolecie międzywojenne
W 1918, zaraz po zakończeniu wojny, wrócił z Rosji do Warszawy i grywał w Farsie oraz w Teatrze Polskim. W tym samym roku zakupił na podwarszawską siedzibę willę „Pod Kogutkiem” w osiedlu Radość, która zawdzięcza mu swoją nazwę. W latach 20. XX wieku zagrał jedynie w trzech filmach. Problemy zawodowe wynikały z problemów organizacyjnych polskich studiów nagraniowych (głównie »Sfinksa«), które Fertner krytykował. Dopiero po wprowadzeniu filmów dźwiękowych zaczął ponownie występować, w latach 1934–1939, zagrał w około dwudziestu filmach.
Od października 1923 do 1926 był dyrektorem Teatru Letniego. W latach 1926–1927 prowadził z Mieczysławą Ćwiklińską Teatr Ćwiklińskiej i Fertnera (choć w rzeczywistości teatrem tym rządzili Jerzy Boczkowski i Seweryn Majde – dyrektorzy administracyjni). Teatr splajtował, a Fertner wrócił do Teatru Letniego.

### II wojna światowa i okres powojenny
Wojnę obronną we wrześniu 1939 spędził w Warszawie, pojawiając się w niej rankiem 1 września, po wakacjach we Włoszech. W wyniku zniszczeń w tym czasie utracił całe swoje mienie. Podczas okupacji hitlerowskiej reżyserował i grał w jawnych teatrach warszawskich „Niebieski Motyl”, „Złoty Ul”, „Wodewil” i „Nowości” wbrew zakazowi konspiracyjnego ZASP-u. Po powstaniu warszawskim wywieziony wraz  z innymi warszawiakami do obozu przesiedleńczego w Pruszkowie, a stąd wraz z innymi do Skawiny. Po zakończeniu wojny osiadł w Krakowie.
Udział w jawnych teatrach praktycznie uniemożliwił mu powrót na warszawską scenę po wojnie, z tego powodu występował w 1945 w zespole objazdowym, a następnie, do 1946 – w krakowskim Teatrze Kameralnym TUR. W latach 1947–1954 był aktorem warszawskich Miejskich Teatrów Dramatycznych. Do filmu już nie wrócił. Po epizodzie warszawskim do śmierci w 1959 grał na scenach krakowskich teatrów: Teatru im. Juliusza Słowackiego (gdzie w 1954 świętował 60-lecie pracy artystycznej) i Starego Teatru.

## Życie prywatne

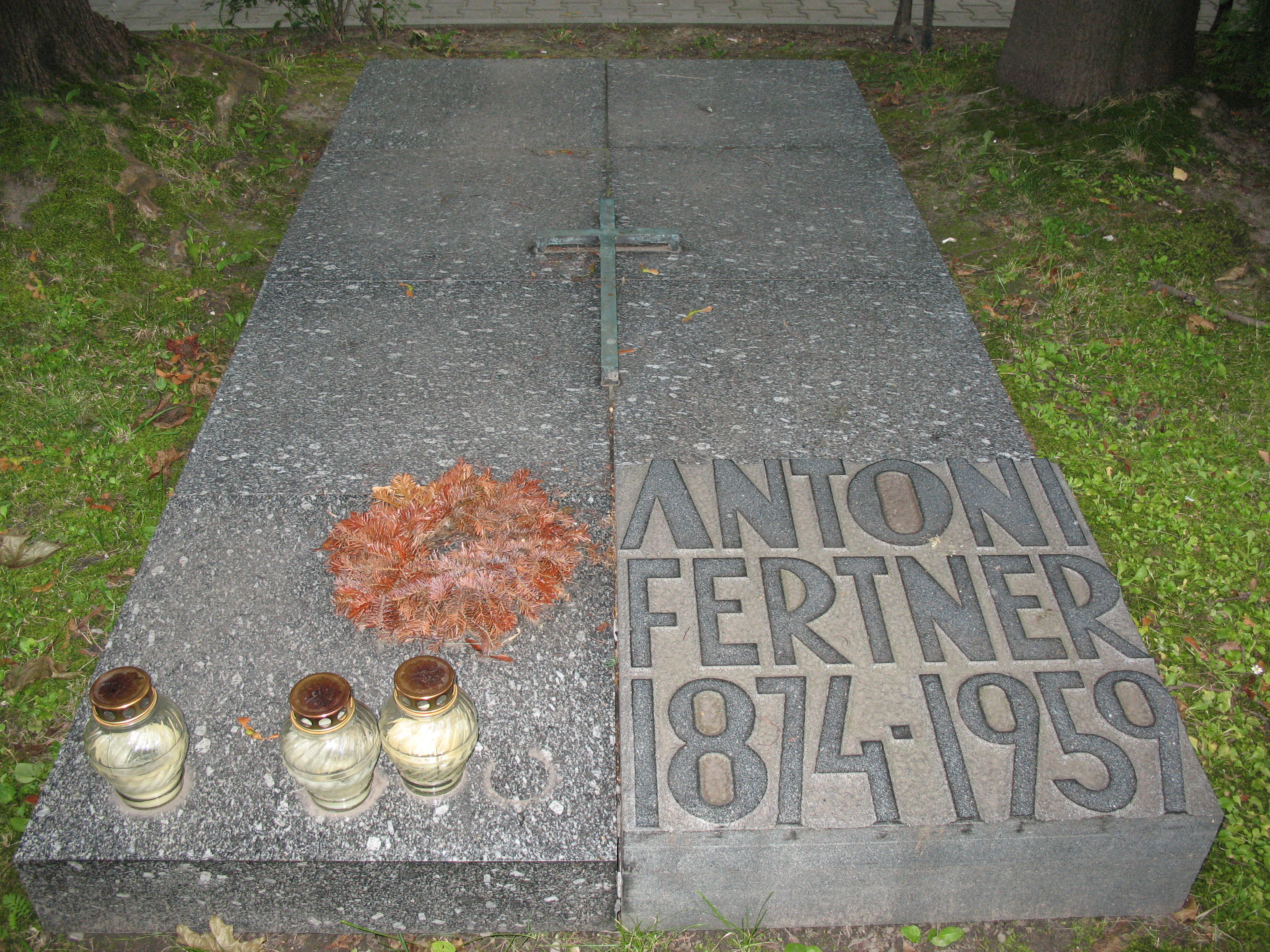
Grób Antoniego Fertnera na cmentarzu Rakowickim w Krakowie

Był co najmniej trzykrotnie żonaty:
– z Kazimierą Matyldą Habrowską – w latach 1895–1911 (małżeństwo zakończyło się rozwodem),
– z aktorką Heleną Pawłowską (ur. 10 grudnia 1873 w Piotrkowie, zm. 3 listopada 1944 w Grodzisku), znaną z występu w filmie Antek kombinator (1913) oraz nagrań scenek na płytach gramofonowych,
– z Janiną Zaleską (ślub w parafii św. Floriana w Krakowie 17 marca 1958).
Z ostatnią żoną miał syna, również Antoniego.
Zmarł w wieku 85 lat. Pochowany w alei zasłużonych na cmentarzu Rakowickim w Krakowie (kwatera LXVII-płn. 1-4).

## Role filmowe
Mówiąc o filmografii Antoniego Fertnera należy wziąć pod uwagę różne jej okresy. Początkowo aktor nie traktował filmu zbyt poważnie. W czasie I wojny światowej zagrał w kilkudziesięciu niemych filmach kręconych w Moskwie. Prawdziwy jednak rozkwit tej formy działalności artystycznej przypada na lata 1934–1939 wraz z pojawieniem się filmów dźwiękowych. Po II wojnie światowej aktor nie wrócił już do filmu, skupiając się na pracy teatralnej.
Okres przed I wojną światową (1908–1914), Warszawa (zabór rosyjski)
- 1908 – Antoś po raz pierwszy w Warszawie (Antoś)
- 1911 – Antek Klawisz, bohater Powiśla
- 1911 – Dzień kwiatka (Antoś)
- 1911 – Skandal na ulicy Szopena
- 1913 – Antek kombinator
- 1913 – Noc wigilijna

Okres I wojny światowej (1914–1918), Moskwa
- Antosza strażak
- Chudy Antosza
- U fryjzera
- Blondynka czy brunetka
- Noc poślubna
- Antosza pogryziony
- Antosza w balecie
- Antosza u wróżki
- Antosza łysieje
- Antosza tyje
- Antosza zgubił gorset
- Antosza w szafie
- Student i piękna nieznajoma (student)
- Drakoński kontrakt

Dwudziestolecie międzywojenne (1918–1939)
- 1923 – Niewolnica miłości
- 1925 – Rywale (Tosio)
- 1935 – Jaśnie pan szofer (prezes Pudłowicz)
- 1933 – Romeo i Julcia (Onufry Koziegłowicz)
- 1935 – Antek policmajster (gubernator)
- 1936 – Ada! To nie wypada! (Dziewanowski, ojciec Ady)
- 1936 – Będzie lepiej (Ruczyński, stryj Wandy)
- 1936 – Bolek i Lolek (mister Brown)
- 1936 – Dwa dni w raju (nowobogacki szef firmy Boczek)
- 1936 – Fredek uszczęśliwia świat (kupiec)
- 1936 – Mały Marynarz (Kostrzewa)
- 1936 – Papa się żeni (baron)
- 1937 – Książątko (Piwko, dyrektor dancingu)
- 1937 – Pan redaktor szaleje (Szkot)
- 1937 – Ułan księcia Józefa (generał de Vieuxyemps)
- 1938 – Gehenna (konsyliarz)
- 1938 – Robert i Bertrand (Ippel, ojciec Ireny)
- 1938 – Zapomniana melodia (ojciec Helenki)
- 1939 – Włóczęgi (prywatny detektyw Trompka)

## Role teatralne[24]
| Tytuł sztuki                | Autor                          | Rola                 | Reżyseria             | Teatr                                              | Premiera   |
| --------------------------- | ------------------------------ | -------------------- | --------------------- | -------------------------------------------------- | ---------- |
| Maturzyści                  | Zdzisław Skowroński            | Orliński             | Jerzy Ronard Bujański | Stary Teatr – Kraków                               | 1955-05-14 |
| Ciężkie czasy               | Michał Bałucki                 | Kwaskiewicz          | Władysław Krzemiński  | Teatry Dramatyczne (Teatr im.Słowackiego) – Kraków | 1952-08-01 |
| Złote niedole               | Władysław Krzemiński           | Dłutkiewicz          | Władysław Krzemiński  | Teatry Dramatyczne (Stary Teatr) – Kraków          | 1950-07-26 |
| Romans z wodewilu           | Władysław Krzemiński           | Florian Gzymsik      | Władysław Krzemiński  | Teatry Dramatyczne (Stary Teatr) – Kraków          | 1948-12-31 |
| Chory z urojenia            | Molier                         | Argan                | Emil Chaberski        | Teatr Nowy – Poznań                                | 1948-09-25 |
| archipelag Lenoir           | Armand Salacrou                | Paweł Albert Lenoir  | Krystyna Zelwerowicz  | Teatry Dramatyczne (Stary Teatr) – Kraków          | 1948-05-29 |
| Słomkowy kapelusz           | Eugene Labiche                 | Nonancourt           | Roman Zawistowski     | Teatry Dramatyczne (Stary Teatr) – Kraków          | 1947-12-31 |
| Chory z urojenia            | Molier                         | Argan; Bacchelierus  | Wacław Nowakowski     | Teatry Dramatyczne (Teatr im.Słowackiego) – Kraków | 1947-03-07 |
| Wesoły wspólnik             | Wincenty Rapacki (syn)         | Eugeniusz Moliński   | Irena Ładosiówna      | Teatr Miejski – Lublin                             | 1946-09-20 |
| Ostrożnie! Świeżo malowane! | Rene Fauchois                  | Dr Odilon Gadarin    | Antoni Fertner        | Teatr Miejski – Lublin                             | 1946-08-23 |
| Gdy kwitnie lipa...         | Program składany               |                      | Tadeusz Chrzanowski   | Teatr Gong – Teatr dla Wszystkich – Łódź           | 1946-06-16 |
| Ostrożnie! Świeżo malowane! | Rene Fauchois                  | Dr Odilon Gadarin    | Stanisława Zbyszewska | Teatr Kameralny TUR – Kraków                       | 1945-12-14 |
| Pan naczelnik – to ja!      | Georges Feydeau                | Mumuche              | Antoni Fertner        | Teatr Wodewil – Warszawa                           | 1944-03-11 |
| Cudzik i spółka             | Stefan Kiedrzyński             | Marian Cudzik        | Karol Borowski        | Teatr Mały – Warszawa                              | 1935-02-16 |
| Panna z dyplomacji          | Ives Mirande                   | Minister             | Wacław Nowakowski     | Teatr Miejski im.Słowackiego – Kraków              | 1934-02-10 |
| Pani ministrowa             | Adam Grzymała-Siedlecki        | Bodzenter            | Ludwik Solski         | Teatr Letni – Warszawa                             | 1930-12-13 |
| Nie rzucaj mnie madame      | Stefan Kiedrzyński             | Piotr Grzędzielski   | Paweł Owerłło         | Teatr Letni – Warszawa                             | 1930-10-24 |
| Maman do wzięcia            | Adam Grzymała-Siedlecki        | Wawrzyniec Wspaniały | Emil Chaberski        | Teatr Letni – Warszawa                             | 1930-03-20 |
| Panienka z dancingu         | Stefan Krzywoszewski           | Woreczek             | Emil Chaberski        | Teatr Letni – Warszawa                             | 1929-02-01 |
| Bitwa pod Waterloo          | Menyhert Lengyel               | Jakub Jacobson       | (?)                   | Teatr Letni – Warszawa                             | 1925-12-18 |
| Najszczęśliwszy z ludzi     | Stefan Kiedrzyński             | Paweł Rajkiewicz     | Antoni Fertner        | Teatr Polski – Wilno                               | 1925-09-04 |
| Zdobycie twierdzy           | Sacha Guitry                   | Leon Vannaire        | Jan Janusz            | Teatr Polski – Warszawa                            | 1923-06-07 |
| Pacyfista                   | Stanisław Kozłowski            | Szandor Nawarzil     | Marceli Trapszo       | Teatr Letni – Warszawa                             | 1915-02-19 |
| Hiszpańska mucha            | Franz Arnold, Ernest Bach      | Henryk               | Ludwik Śliwiński      | Teatr Rozmaitości – Warszawa                       | 1913-12-02 |
| Siostra Helena              | Aleksander Engel               | Hrabia Bensdorf      | Marceli Trapszo       | Nowości – Warszawa                                 | 1913-10-19 |
| Struś                       | Władysław Jastrzębiec-Zalewski | Gaston               | Edmund Gasiński       | Nowości – Warszawa                                 | 1913-07-06 |
| Dudek                       | Georges Feydeau                | Vatelin              | Marceli Trapszo       | Nowości – Warszawa                                 | 1913-06-06 |
| Dobrze skrojony frak        | Gabriel Dregely                | Jerzy Silberberg     | Marceli Trapszo       | Teatr Rozmaitości – Warszawa                       | 1912-10-20 |
| Ulubieniec kobiet           | M.Hennequin, G.Mitchel         | Prosper              | (?)                   | Teatr Letni – Warszawa                             | 1911-11-04 |
| Król                        | G.Caillavet, R.Flers, E.Arene  | Blond                | Ludwik Śliwiński      | Teatr Letni – Warszawa                             | 1909-12-11 |

## Ordery i odznaczenia
- Złoty Krzyż Zasługi (30 stycznia 1931)[25]
- Kawaler Orderu Legii Honorowej (Francja, 1931)[26], za propagowanie francuskiej kultury teatralnej w Polsce[27].
- Krzyż Komandorski Orderu Odrodzenia Polski (26 lutego 1954)[28]
- Medal 10-lecia Polski Ludowej (28 stycznia 1955)[29]

## Nagrody
- Nagroda Państwowa II stopnia „za działalność aktorską w minionym 10-leciu” (1955)[30]

## Upamiętnienie
W 1987 nakręcono o nim film dokumentalny: Demon komizmu Antoni Fertner w reżyserii Tadeusza Pawłowicza i Zbigniewa Wawra (28 minut).
W 2014 r. Poczta Polska wyemitowała zaprojektowany przez Marzannę Dąbrowską upamiętniający Antoniego Fertnera znaczek pocztowy o nominale 2,35 zł należący do serii „Ludzie kina i teatru”.
16 kwietnia 2016 roku u szczytu ulicy Wieluńskiej w Częstochowie odsłonięto ławeczkę upamiętniającą aktora.

## Anegdoty
- Przypisuje się mu wymyślenie nazwy podwarszawskiej miejscowości Radość, gdzie miał willę[33][34].
- W wieku około 76 lat został ojcem. Z powyższym zdarzeniem związane są anegdoty o aktorze. Podobno, gdy Fertner z ogromnym bukietem kwiatów przyszedł na oddział położniczy, lekarze żartowali: „Mistrzu, w Pana wieku?”. Aktor odparł „No cóż, kochani, nie będę ukrywać, Solski mi pomagał”. Ludwik Solski miał wtedy prawie 100 lat. Inna anegdota opowiada, że Fertner na kąśliwe gratulacje kolegów odpowiadał: „To złośliwość przedmiotów martwych”[35].